# Charlestown (Kornwalia)
Charlestown (korn. Porth Meur) – port i miasto w Anglii w Kornwalia. Położone jest ok. 3 km od centrum St Austell.

## Historia
Miasto rozwinęło się z niewielkiej wioski West Polmear; w latach 1791–1801 Charles Rashleigh, członek rodziny ziemiańskiej z Kornwalii, wybudował tu port w odpowiedzi na zwiększone zapotrzebowanie przemysłu wydobywczego i mineralnego. Port zbudowany był do wywozu węgla, z czasem zdominował eksport kaolinu. Miasto zostało zbudowane w stylu wiktoriańskim, a zamieszkiwało je ok. 3000 mieszkańców.

## Nazwa
Miasto otrzymało nazwę od imienia twórcy Charlesa Rashleigha, członka rodziny ziemiańskiej z Kornwalii, przemysłowca zajmującego się handlem gliną ceramiczną.